# Elemento HTML

HTML element content categories

Un elemento de HTML es un tipo  de componente de documento de  HTML (Hypertext Markup Lengua), uno de los diversos tipos de nodos de HTML (hay también nodos de texto, nodos de comentario y otros). El documento de HTML está compuesto de un árbol de nodos HTML sencillo, como nodos de texto, y elementos de HTML, los cuales añaden semántica y formato a partes del documento (p. ej., texto en negrita, lo organiza en párrafos, listas y tablas o hiperenlaces e imágenes embebidas). Cada elemento puede tener atributos de HTML especificados. Los elementos también pueden tener contenido, incluyendo otros elementos y texto.

## Conceptos

### Documento vs. DOM
Los documentos de HTML se entregan como "documentos". Estos son entonces parseados (analizados sintáticamente), lo que  les convierte en representación interna de Modelo de Objeto del Documento (DOM), dentro del navegador de web.  Se ejecuta entonces la presentación por el navegador web (como renderización o interpretación de pantalla o acceso por Javascript)  en este DOM interno, no el documento original.
Los primeros documentos de HTML (y de forma más reducida, los documentos de HTML actuales) era en gran parte HTML nulo y enigmas con errores de sintaxis. Se requería del proceso de análisis (parsing) también para "fijar" estos errores lo mejor posible. El resultado era a menudo no correcto (i.e., no representaba lo que un codificador originalmente descuidado había pretendido), pero era al menos válido según el estándar HTML. Sólo en los casos más raros,  el parser abandonaría el análisis por completo.

### Elementos vs. etiquetas
Como se entiende de forma general, la posición de un elemento está indicada abarcando desde una etiqueta de inicio, posiblemente incluyendo algún contenido de hijo, y concluye por una etiqueta de finalización. Esto es el caso  para muchos, pero no de todos, los elementos dentro de un documento de HTML. 
Como HTML (antes de HTML5) está basado en SGML, su parsaje o ''parsing'' también depende de la Definición de Tipo del Documento (DTD), específicamente un DTD HTML (p. ej. HTML 4.01). El DTD especifica qué tipos de elemento son posibles (i.e.  define el conjunto de tipos de elemento) y también las combinaciones válidas en que  pueden aparecer en un documento. Es parte  del comportamiento general de SGML que, donde sólo es posible una estructura válida (por el DTD), no se requiere su declaración explícita en cualquier documento dado. Como ejemplo sencillo, la etiqueta <p> que indica el inicio de un elemento de párrafo,  tendría que ser complementado por un </p>, la etiqueta que indica su fin. Pero desde el DTD se establece que los elementos de párrafo no pueden ser anidados, un fragmento de documento HTML <p>Parag 1 <p>Parag 2 <p>Parag 3se interfiere que  es que equivalente <p>Parag 1 </p><p>Parag 2 </p> <p>Parag 3</p> (si un elemento de párrafo no puede contener otro, cualquier párrafo actualmente abierto tiene que ser cerrado antes de empezar otro.) Porque esta implicación está basada en la combinación del DTD y el documento individual, no es normalmente posible inferir elementos desde etiquetas de documentos únicamente, sino sólo utilizar un parser consciente SGML—o HTML— con conocimiento del DTD. HTML5 crea un resultado similar mediante la definición de qué etiquetas pueden ser omitidas.